# 哈蒂杰·阿克巴什
哈蒂杰·阿克巴什（土耳其語：Hatice Akbaş，2002年1月1日—），土耳其女子拳击运动员。她曾代表土耳其参加2024年夏季奥林匹克运动会拳击比赛，获得女子54公斤级银牌。